# Hessenstein
Der Hessenstein ist ein 878 m ü. NHN hoher Berg im Bayerischen Wald und liegt zwischen den Ortschaften Kirchdorf im Wald, Klingenbrunn und Eppenschlag im Landkreis Freyung-Grafenau.
Auf dem felsigen Gipfel steht ein hölzernes Gipfelkreuz, das man nur leicht kletternd erreicht. Der Ausblick geht in Richtung Süden und Westen zur Höhenkette des Vorderen Bayerischen Waldes. Zum Hessenstein führen mehrere kurze Wanderwege von den umliegenden Ortschaften herauf.
Der Hessenstein ist vom Bayerischen Landesamt für Umwelt als Geotop (272R026) ausgewiesen. Der Gipfelbereich des Hessensteins besteht aus grobkörnigem Gneis, der eine imposante Gipfelklippe mit weit fortgeschrittener Wollsackverwitterung darstellt. Der grobkörnige Gneis ist granatführend.